# Brusnengo
Brusnengo (Basnengh o Brusnengh in piemontese) è un comune italiano di 1 845 abitanti della provincia di Biella in Piemonte.

## Storia

### Simboli
Lo stemma e il gonfalone sono stati concessi con DPR del 7 agosto 1992.
(DPR del 7 agosto 1992)
Il gonfalone è un drappo partito d'azzurro e di giallo.

## Società

### Evoluzione demografica
Abitanti censiti

## Monumenti e luoghi d'interesse
- Riserva naturale orientata delle Baragge

### Chiesa di San Desiderio
La devozione della popolazione di Brusnengo a san Desiderio vescovo ha un'origine molto antica, anteriore alla costruzione dell'omonimo oratorio. 

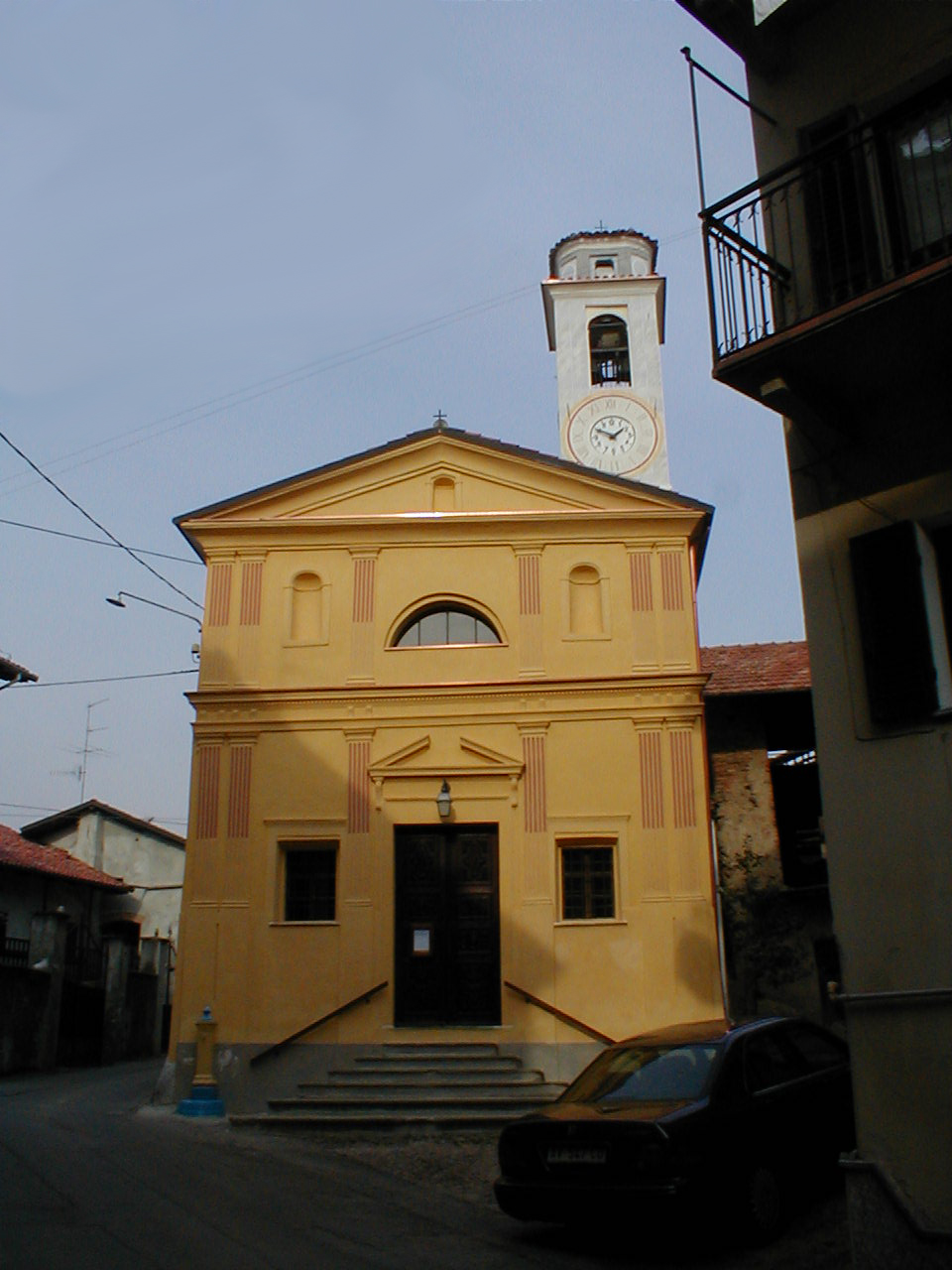
La chiesa dopo i lavori di restauro

Nella relazione della visita pastorale del 1573, il relatore pone subito in risalto, tra le feste del paese, quella celebrata in onore di san Desiderio. Una devozione che si esprimeva con una festa particolare e con una processione.
Gli abitanti del "Cantone Forte" costruirono nel 1651 l'attuale oratorio, annidato tra le case, mentre le statue risalgono al 1704. Lo costruirono probabilmente in protezione della temutissima peste che allora serpeggiava in Alta Italia.
L'oratorio si trova allora in ottimo stato, con la volta in mattoni, pavimento, mura intonacate di calce, con altare in mattoni e calce e con un'ancona (pala d'altare) senza alcun ornamento. L'oratorio fin dall'inizio era stato dotato di tutto l'occorrente per celebrare la Messa e le funzioni.
Non possedeva né beni né redditi certi, ma dipendeva in tutto dalle elemosine che erano tenute dal priore, che a sua volta doveva renderne conto al parroco.
Ogni anno si celebrava con particolare solennità la festa patronale del santo, il 23 maggio, preceduta da una novena.
Nel giorno della festa l'oratorio era sempre troppo piccolo rispetto ai numerosi fedeli partecipanti.
Allora si affittava il padiglione, una grande tenda che si stendeva dalla facciata a tutta la piazzetta per proteggere la gente dal sole e dar loro l'impressione di essere egualmente in chiesa.
La popolazione del Forte sostenne pure ingenti spese straordinarie: nel 1710 per acquistare una campana, nel 1888 per rifondere un'altra campana e per eseguire diverse riparazioni al tetto e nell'interno. Tradizione di generosità e di collaborazione che si è sempre mantenuta fino ai nostri giorni.
La popolazione locale fece riparare, inoltre, il campanile allorché fu colpito dal fulmine nel 1909 e nel 1937. Nel 1935 con una sottoscrizione fece restaurare tutto l'oratorio che dal 1927 rimaneva chiuso per deplorevoli condizioni.
Memoranda fu la vicenda originata per il cambio dell'orologio nel 1868, che ebbe come protagonisti il priore di allora, Paolo Beccaro, ed il signor Giorza, un estroso meccanico-orologiaio.

#### Interno

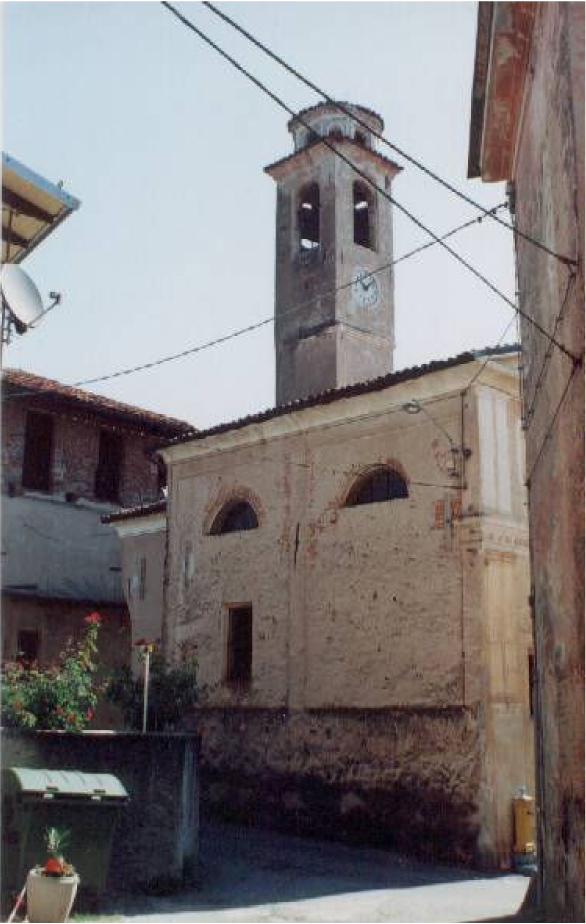
Il corpo laterale della chiesa (prima del restauro)

La chiesa all'interno è ben illuminata da ampie finestre. Nella facciata, ai lati della porta, c'erano due finestrelle ad altezza d'uomo, perché i devoti potessero sostare e pregare guardando nell'interno, essendo sovente la porta chiusa a chiave. Queste finestre sono state murate allorché fu sistemata l'attuale piazzetta con relativa gradinata.
Sopra l'altare c'è un quadro raffigurante la Madonna con il Bambino, San Desiderio e una Santa Vergine. Non essendoci sacrestia, i paramenti sono custoditi in un armadio di noce scolpito nel 1692, come risulta da una data scritta nel cassetto sinistro del piano centrale, probabilmente opera degli artisti valsesiani che lavorarono per alcuni anni in questa zona.
Le statue laterali, in stucco, rappresentanti Santa Lucia e Santa Caterina, furono aggiunte nel 1707.

#### Restauro
Nel 2000 sono stati avviati alcuni interventi di restauro, finalizzati al recupero della facciata della chiesa di San Desiderio e del campanile. Si può riscontrare come nella zona dell'orologio sia stato eseguito il consolidamento del quadrante, e si sia intervenuto nella decorazione nella parte superficiale dello stesso, nello sfondato delle finestre della cella campanaria e nel relativo sottarco; stesso intervento si distingue nei vari prospetti.
Nella parte sottostante la cella campanaria, all'altezza dell'orologio, sono state riaperte le finestre, una per lato, che erano state oggetto di tamponamento murale; attualmente sono tamponate da lastre di vetro trasparenti.

## Amministrazione
| Periodo | Periodo   | Primo cittadino       | Partito                            | Carica  | Note |
| ------- | --------- | --------------------- | ---------------------------------- | ------- | ---- |
| 2004    | 2009      | Piero Dante Poverello | lista civica                       | Sindaco |      |
| 2009    | 2014      | Piero Dante Poverello | lista civica Amici di Brusnengo    | Sindaco |      |
| 2014    | 2019      | Fabrizio Bertolino    | lista civica Insieme per Brusnengo | Sindaco |      |
| 2019    | in carica | Fabrizio Bertolino    | lista civica Insieme per Brusnengo | Sindaco |      |

### Altre informazioni amministrative
Il comune di Brusnengo fa parte dell'Associazione nazionale città del vino.

### Gemellaggi
- Lexington